# Lutz Heßlich
Lutz Heßlich   (Ortrand, 17 de gener de 1959) és un ciclista alemany, ja retirat, que va competir per l'Alemanya de l'Est durant les dècades de 1970 i 1980.
Especialista en velocitat, el 1980 va prendre part en els Jocs Olímpics d'Estiu de Moscou, on guanyà la medalla d'or en la prova de velocitat individual. Vuit anys més tard, als Jocs de Seül, tornà a guanyar la medalla d'or en la mateixa prova. En el seu palmarès també destaquen quatre campionats mundials en velocitat individual i deu campionats nacionals de velocitat.

## Palmarès
- 1976
  -  Campió del món júnior en Velocitat
- 1977
  -  Campió del món júnior en Velocitat
- 1978
  - 1r al Gran Premi de París en velocitat
- 1979
  -  Campió del món velocitat amateur
  - 1r al Gran Premi de París en velocitat
- 1980
  -  Medalla d'or als Jocs Olímpics de Moscou en Velocitat individual
- 1982
  - 1r al Gran Premi de Copenhagen
- 1983
  -  Campió del món velocitat amateur
  - 1r al Gran Premi de París en velocitat
- 1984
  - 1r al Gran Premi de Copenhagen
- 1985
  -  Campió del món velocitat amateur
  - 1r al Gran Premi de París en velocitat
- 1986
  - 1r al Gran Premi de Copenhagen
- 1987
  -  Campió del món velocitat amateur
  - 1r al Gran Premi de París en velocitat
  - 1r al Gran Premi de Copenhagen
- 1988
  -  Medalla d'or als Jocs Olímpics de Seül en Velocitat individual
  - 1r al Gran Premi de París en velocitat
  - 1r al Gran Premi de Copenhagen